# Bunter Löwe

Bunter Löwe im Wappen der Landgrafschaft Hessen nach Siebmachers Wappenbuch

Bunter Löwe im Stammwappen des Hauses Hessen

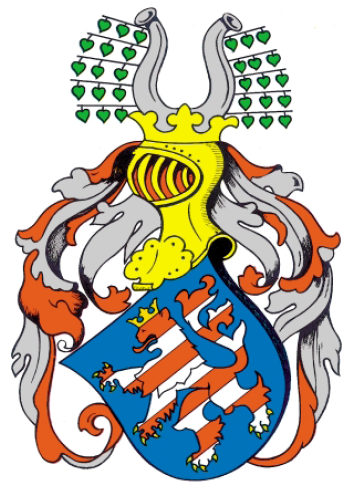
Wappen des Landgrafen Albrecht von Thüringen

Bunter Löwe im Wappen der Landgrafschaft Hessen-Darmstadt

Wappen der Landgrafschaft Hessen-Kassel

Stammwappen des Hauses Battenberg (-Mountbatten)

Bunter Löwe in Feld 1 des Wappens von Sachsen-Hildburghausen

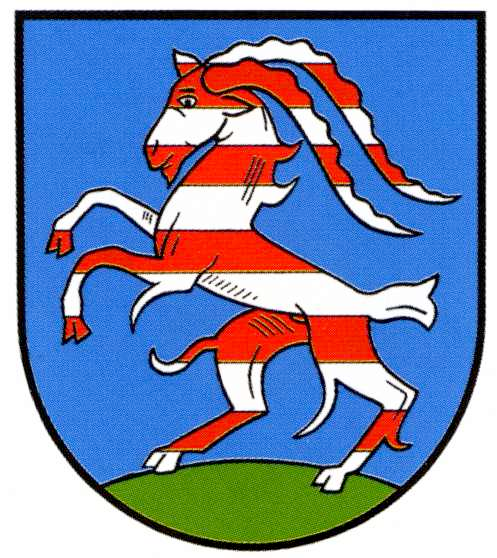
„Bunter Bock“ in Buntenbock (Harz)

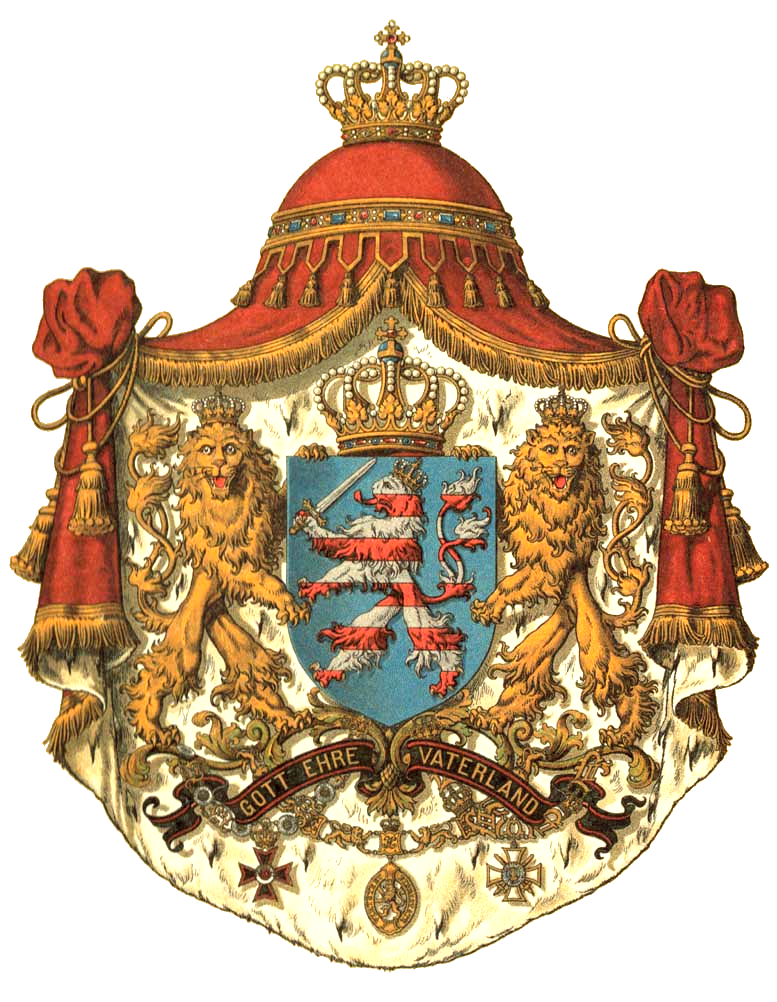
Bunter Löwe im Großen Majestätswappen des Großherzogtums Hessen, um 1890

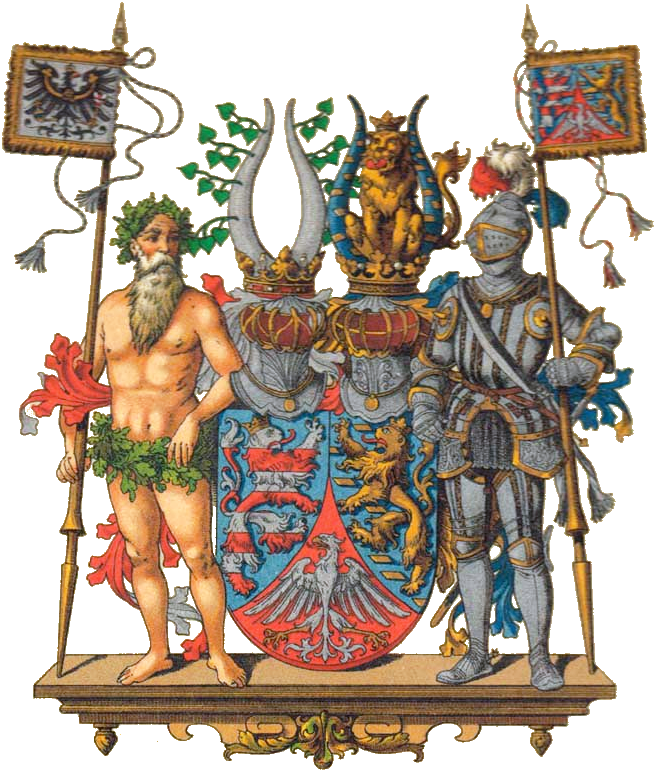
Wappen von Hessen-Nassau (1868–1944) mit Wildem Mann

Wappen der Provinz Hessen-Nassau (1868–1944)

Hoheitszeichen an Uniform der Ordnungspolizei

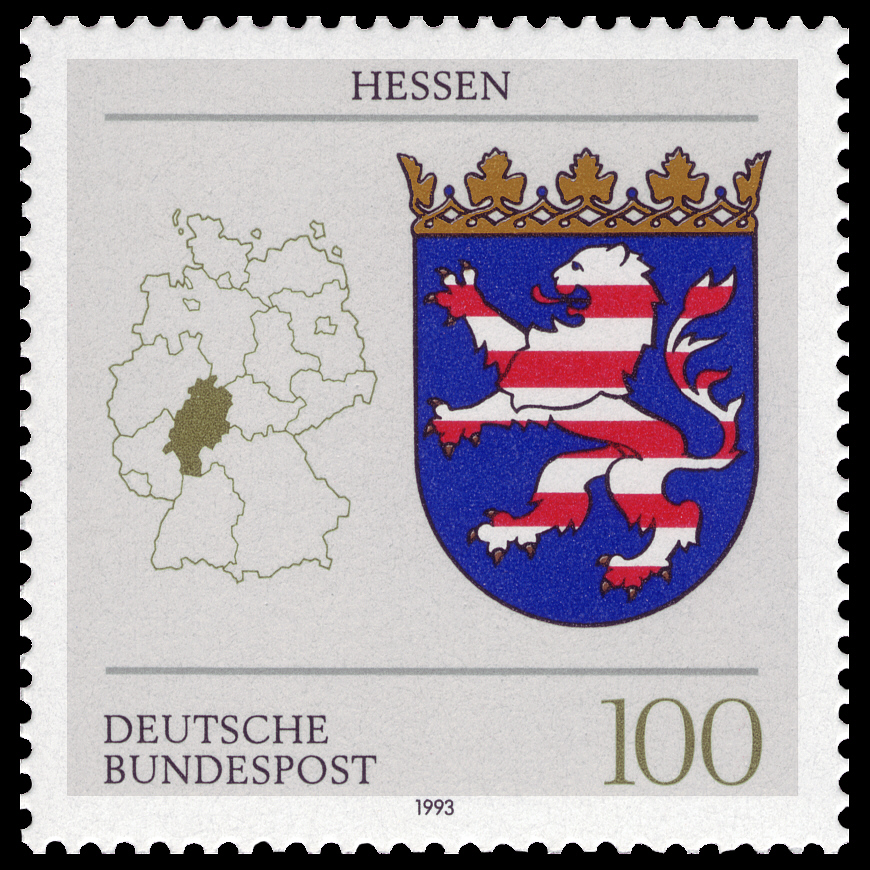
Briefmarke Hessens aus der Serie Wappen der deutschen Bundesländer

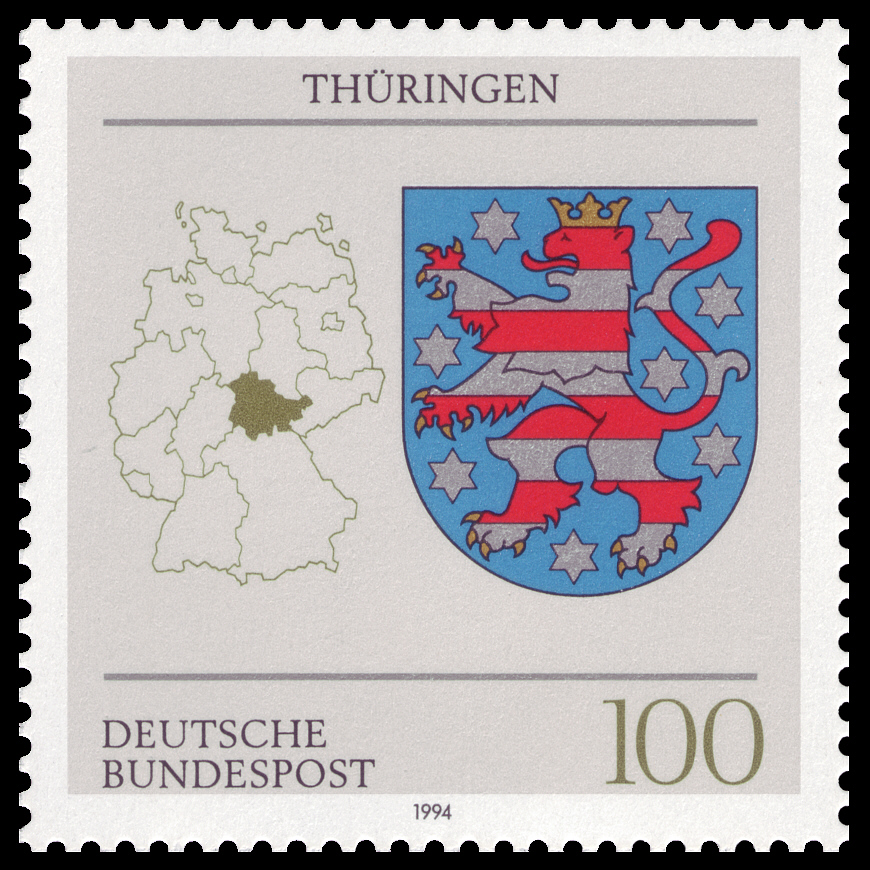
Und von Thüringen

Der Bunte Löwe ist eine gemeine Figur in Wappen. 
Die Figur des Bunten Löwen zeigt einen von Silber und Rot (oder Rot und Silber) mehrfach geteilten (meist neunmal) rotgezungten und golden bewehrten steigenden Löwen, stets in blauem Schild. Umgangssprachlich wird er auch beschrieben als ein weiß-rot oder rot-weiß waagerecht in zumeist fünf Streifenpaaren gestreifter aufgerichteter und in Schreitrichtung sehender Löwe mit roter Zunge und goldenen Krallen. Er findet sich fast ausschließlich in Wappen mit aktuellem oder historischem Bezug zu Hessen oder Thüringen und heißt dann Hessischer Löwe (auch „Hessenlöwe“) bzw. Thüringer Löwe (auch „thüringischer Löwe“).

## Geschichte
Seit dem frühen 13. Jahrhundert ist der Bunte Löwe als Wappentier bekannt. Er ist das Wappen der Ludowinger, der thüringischen Herrscher-Dynastie. Wie Siegel seit 1200 beweisen, führten bereits die Landgrafen von Thüringen im Schild den steigenden Löwen. Während sphragistisch die Krone und die typische Streifung des Wappentieres nicht bezeugt sind, überliefert das Wappenschild für den 1234 in den Deutschen Orden eingetretenen Landgrafen Konrad von Thüringen (1206–1240) die Teilung des Löwen, anfangs wohl von Rot und Weiß, und seine Bekrönung. Literarische Belege bis zum letzten Viertel des 13. Jahrhunderts kommen hinzu; das Lied von Troje (um 1210) spricht ebenso wie Konrad von Mure und das Epos vom „Turnier von Nantheiz“ von den Schildfarben. In bewusster Traditionswahrung übernahm der erste hessische Landgraf Heinrich I. aus dem Hause Brabant nicht nur den Thüringer Löwen als Wappen, sondern auch die Helmzier, die silbernen (mitunter auch goldenen), außen mit beblätterten Zweigen besteckten Büffelhörner; 1492 wird von Birkenblättern gesprochen.
Älteste Darstellung des Bunten Löwen in einem Wappen ist der Schild (im Sinne einer Schutzwaffe) des Konrad von Thüringen, etwa aus dem Jahr 1234. Der Schild zeigt einen in Blau steigenden, siebenmal rot-weiß geteilten Löwen, zwischen seinen Hinterpranken das Wappen des Deutschen Ordens. Er hing zeitweilig in der Marburger Elisabethkirche als Totenschild; mittlerweile ist er als Exponat einer Sammlung des Universitätsmuseums für Kunst und Kulturgeschichte der Philipps-Universität Marburg im Marburger Schloss ausgestellt.
Geringfügig jünger (vermutlich 1240, dem Todesjahr Konrads) ist das Wappen des Konrad von Thüringen am Fuße seines Grabmals im Landgrafenchor der Marburger Elisabethkirche – links daneben das Wappen des Deutschen Ordens.

Wappen des Konrad von Thüringen
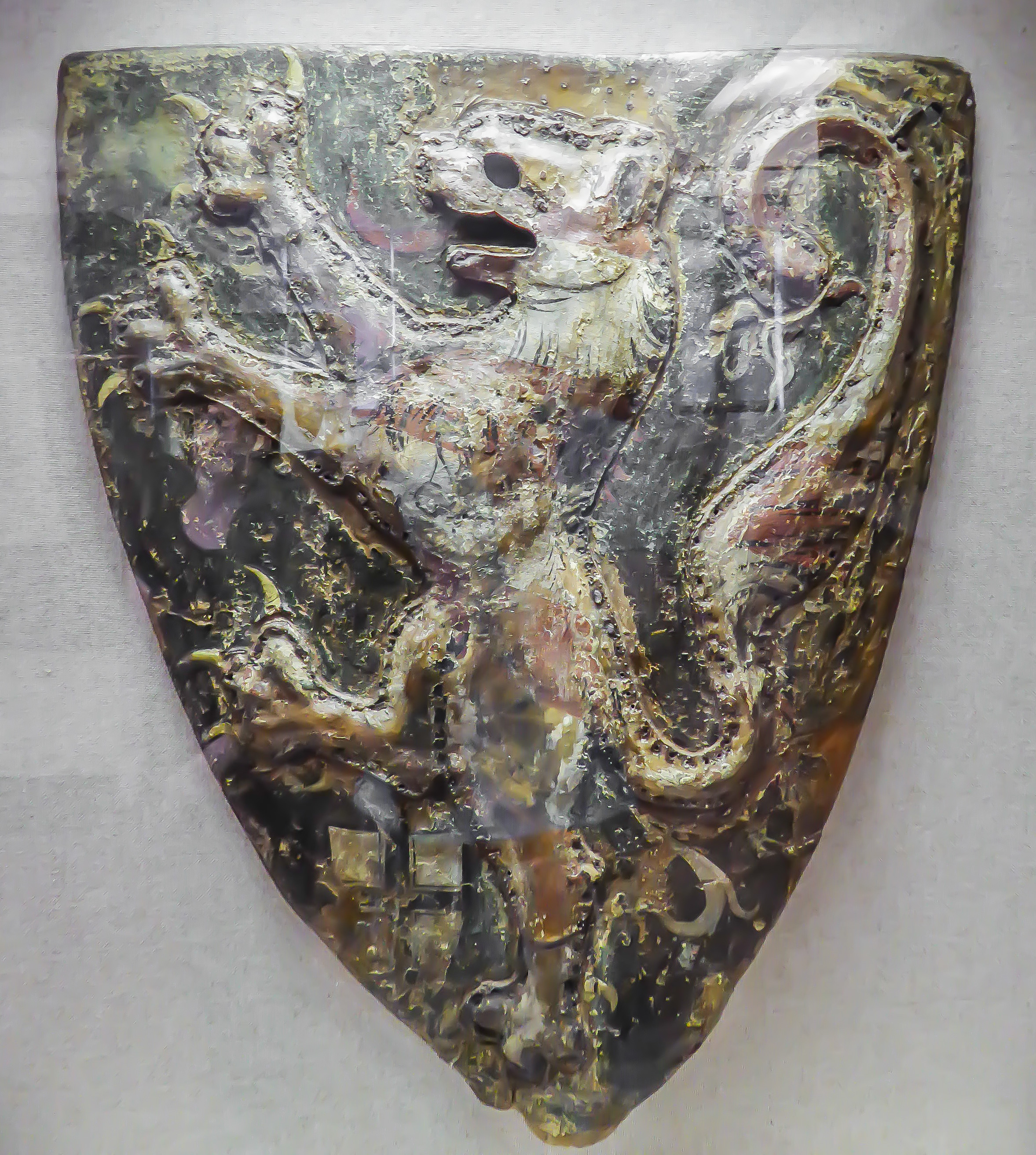
Foto des Schilds
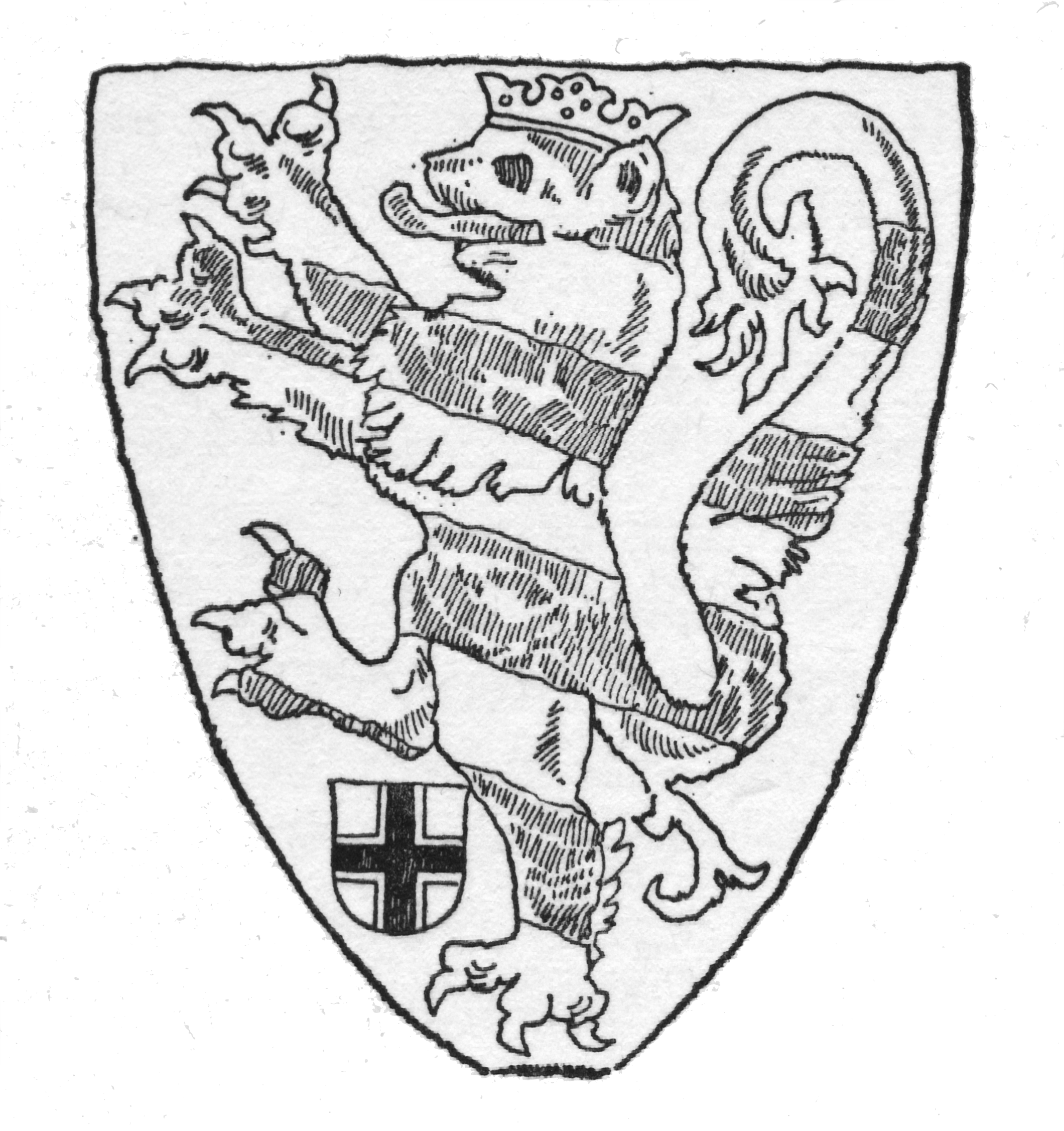
Zeichnung des Schilds[Anm. 2]
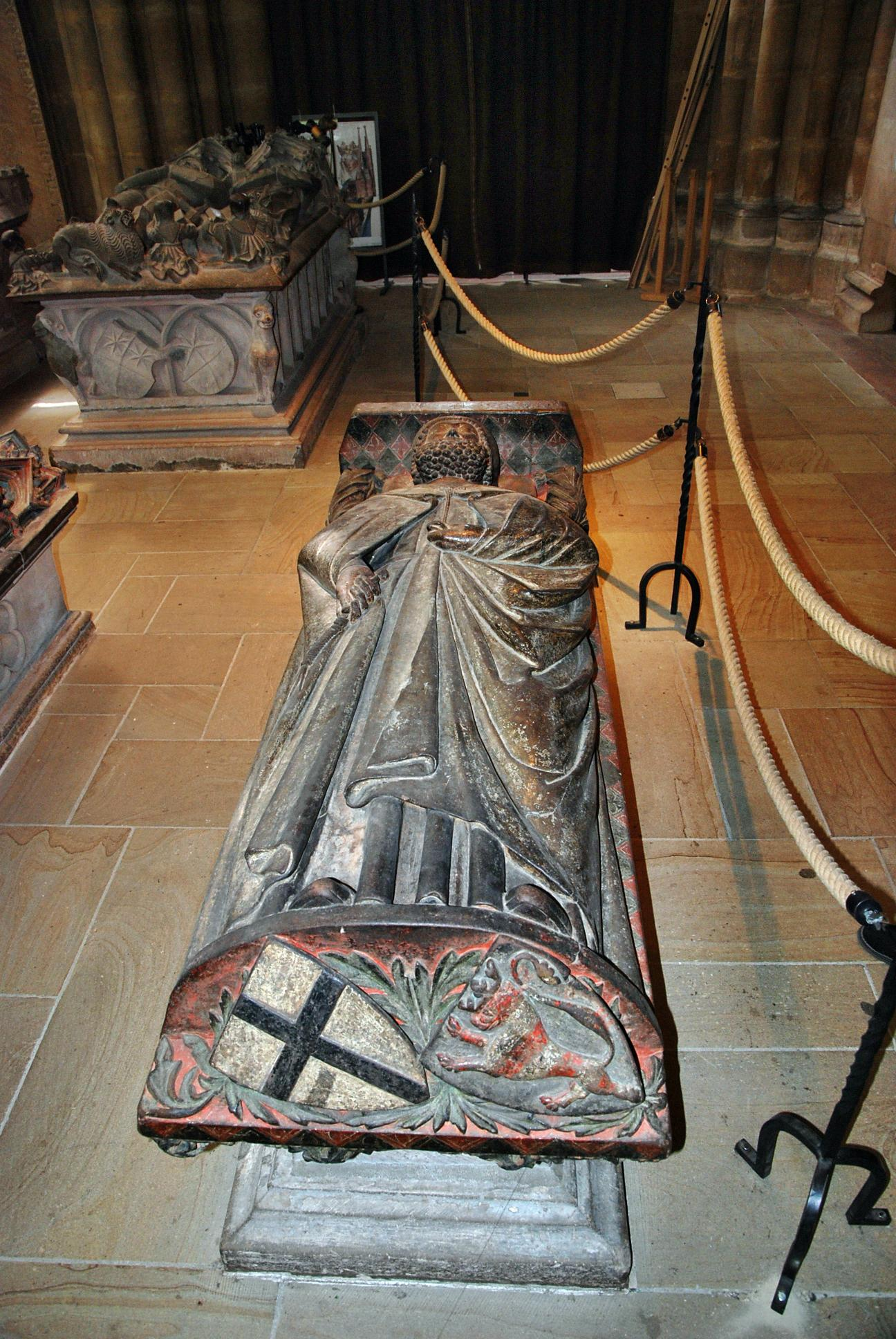
Wappen am Grabmal
Wappen der Wettiner als Landgrafen von Thüringen und Markgrafen von Meißen

Die Entstehung des obigen Wappenbildes ist umstritten. Eine Erklärung besagt, die Gestaltung beruhe auf der Wappenvereinigung nach der Heirat Ludwigs des Vierten von Thüringen mit Elisabeth von Ungarn, der Tochter des ungarischen Königs Andreas II. im Jahr 1221. Ludwig IV. war von 1217 bis 1227 Landgraf von Thüringen und Pfalzgraf von Sachsen. Hessen und Thüringen bildeten zu dieser Zeit noch eine gemeinsame Landgrafschaft.
Nach der Aufteilung der Landgrafschaft in Hessen (das eigenständige Landgrafschaft wurde) und Thüringen im Langsdorfer Frieden 1263, wurde der Bunte Löwe zur Kennzeichnung beider Territorien verwendet. Die Markgrafen von Meißen hatten durch das Erbe Thüringen erworben und führten nun den Titel eines Landgrafen von Thüringen weiter. Auch das Kurfürstentum Hessen und die preußische Provinz Hessen führten den Bunten Löwen.

## Hessischer und Thüringer Löwe
Beide finden sich in den Wappen hessischer und thüringischer Landkreise, Städte und Gemeinden. Die Reihenfolge der Farbstreifen ist nicht einheitlich; historisch überwiegt Silber als oberster Streifen deutlich. Erst im späteren 20. Jahrhundert etablierte sich die folgende Konvention, die auch den heutigen Landeswappen Hessens und Thüringens entspricht:
- Der Hessische Löwe beginnt mit Silber am Kopf.
- Der Thüringer Löwe beginnt mit Rot am Kopf.

Dies ist jedoch nicht normativ; in Blasonierungen ist die Streifenreihenfolge auch dann ausdrücklich (als „Teilung“) anzugeben, wenn der Löwe als hessisch oder thüringisch bezeichnet wird. Ob ein Bunter Löwe als Hessischer bzw. Thüringer Löwe bezeichnet wird, richtet sich ausschließlich nach dem Verwendungszusammenhang (ausdrückliche Nennung in der Blasonierung, Wappengeschichte usw.), nicht nach der Farbe des obersten Streifens. Wenn der Verwendungszusammenhang nicht bekannt ist (oder weder hessisch noch thüringisch ist), ist nur die neutrale Bezeichnung „Bunter Löwe“ angebracht.
In heutigen Wappen hessischer Orte findet sich fast ausnahmslos die Variante mit silbernem Kopf, während in thüringischen Ortswappen beide Formen vorkommen. Speziell führen thüringische Orte, die früher zu Hessen gehörten oder im Wappen historische Verbindungen zu hessischen Herrschaftshäusern darstellen, dezidiert den hessischen Löwen im Wappen. In anderen thüringischen Ortswappen wird der Löwe auch dann „Thüringer Löwe“ genannt, wenn sein Kopf silbern ist.
Im Wappen des Freistaates Thüringen begleiten den Löwen acht silberne Sterne. Diese weisen seit 1945 auf die acht Landesteile hin (nach dem Vorbild des Landeswappens von 1921 ohne Löwen mit sieben Sternen für die seinerzeit sieben Landesteile) und werden in Ortswappen nicht zusammen mit dem Löwen übernommen.

## Beispiele

### Landeswappen von Hessen und Thüringen

Wappen des Volksstaats Hessen (1918–1945)
Steigender Löwe im Landeswappen von Hessen (weißer Löwenkopf)
Steigender Löwe im Landeswappen von Thüringen (roter Löwenkopf)
Wappenzeichen/Signet von Thüringen[4] (Hessen zeigt einen stilisierten Löwen)[5]
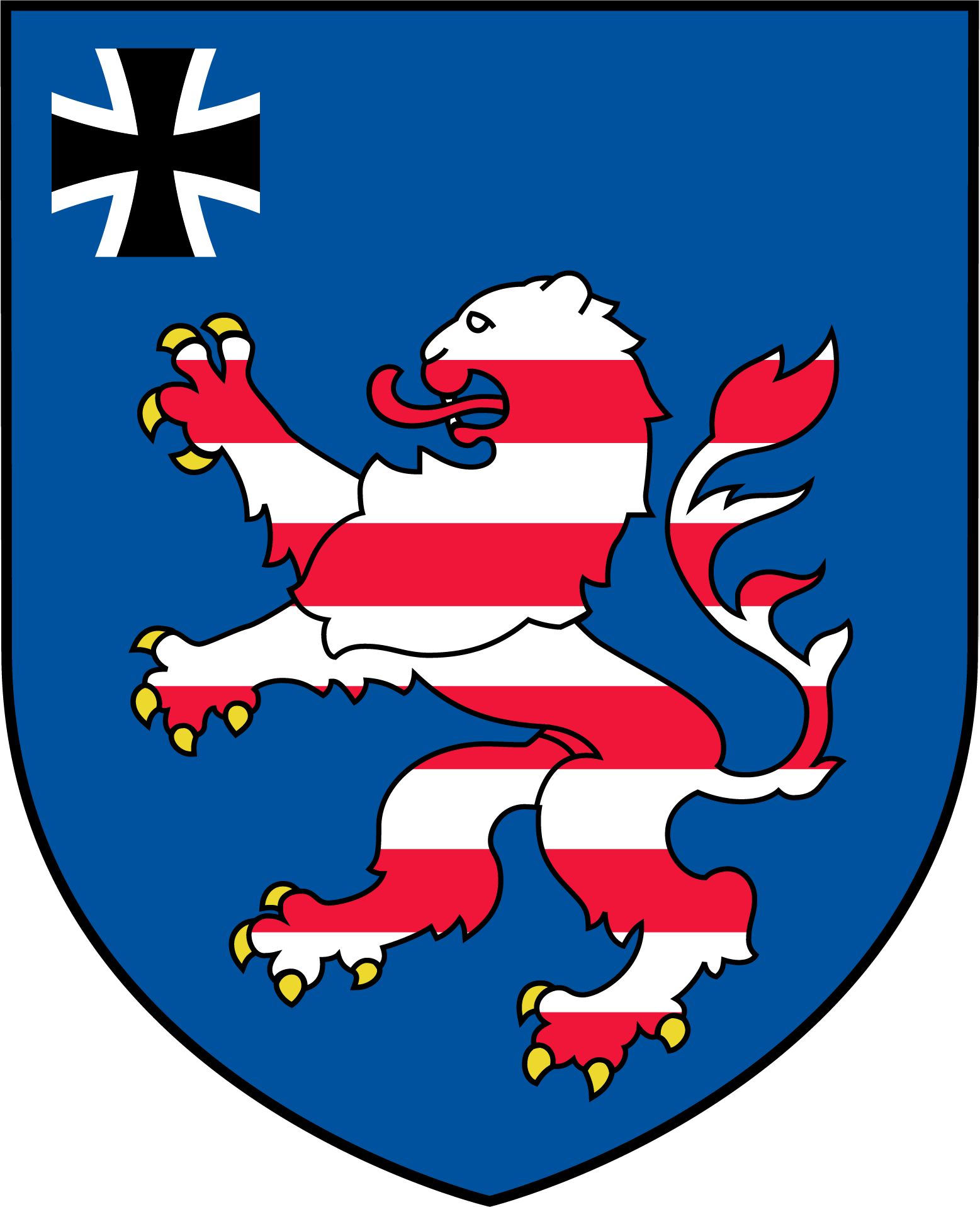
Landeskommando Hessen
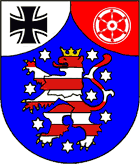
Landeskommando Thüringen der Bundeswehr
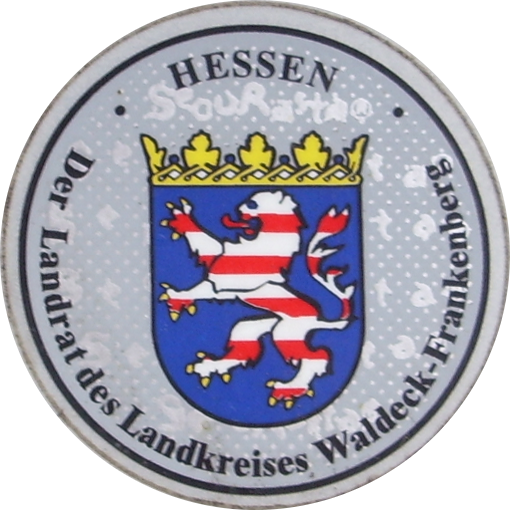
Bunter Löwe auf einer Stempelplakette
KSV Hessen Kassel mit rotem Löwenkopf

### Hessischer Löwe in hessischen Landkreiswappen

Landkreis Bergstraße
Kreis Biedenkopf (bis 1974)
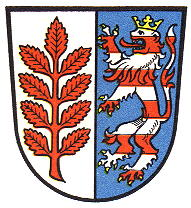
Landkreis Eschwege (bis 1974)
Landkreis Frankenberg (bis 1974)
Landkreis Fulda
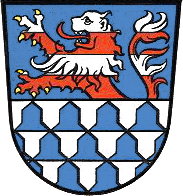
Obertaunuskreis (bis 1972)
Hochtaunuskreis
Landkreis Kassel
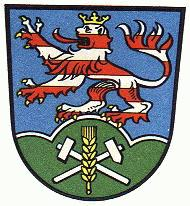
Landkreis Kassel (1952 bis 1975)
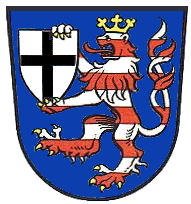
Landkreis Marburg (bis 1974)
Landkreis Marburg-Biedenkopf
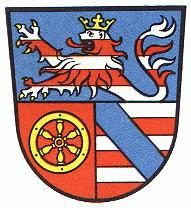
Landkreis Melsungen (bis 1974)
Landkreis Rotenburg/Fulda (bis 1972)
Landkreis Schlüchtern (bis 1974)
Schwalm-Eder-Kreis
Vogelsbergkreis
Landkreis Waldeck-Frankenberg
Landkreis Witzenhausen (bis 1974)

### Hessischer Löwe in hessischen Ortswappen

Allendorf (Lumda)
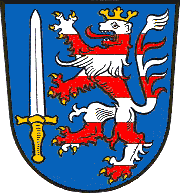
Alsfeld
Angelburg
Asbach (Modautal)
Bad Hersfeld
Bad Karlshafen
Bad Nauheim
Bischofsheim (Mainspitze)
Burg-Gemünden (Ortsteil von Gemünden (Felda))
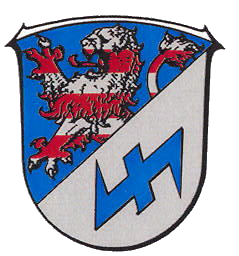
Diedenbergen (Ortsbezirk von Hofheim am Taunus)
Ebsdorfergrund
Eppstein
Erzhausen
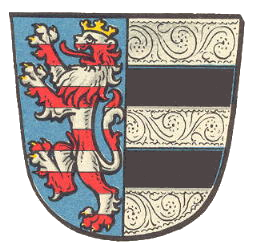
Ginsheim
Gladenbach
Gönnern
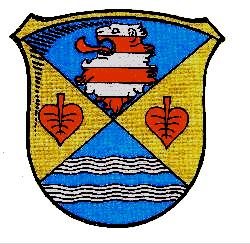
Gras-Ellenbach
Grebenstein
Groß-Gerau
Heppenheim
Hermannstein (Stadtteil von Wetzlar)
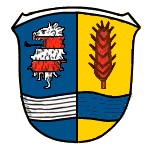
Hessenaue (Ortsteil von Trebur)
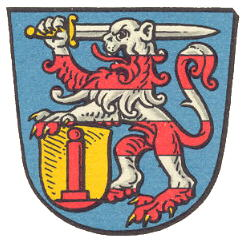
Heubach (Odenwald) (Ortsteil von Groß-Umstadt)
Homberg (Ohm)
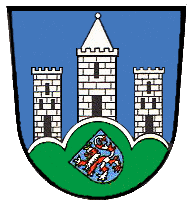
Immenhausen (altes Wappen)
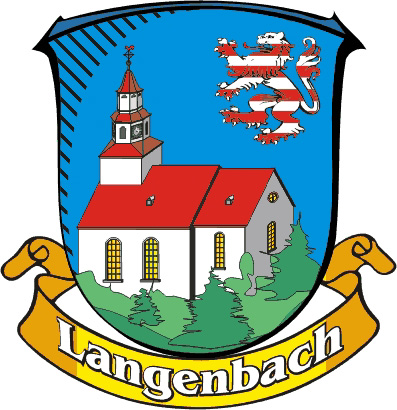
Langenbach (Ortsteil von Weilmünster)
Liebenau
Lorsch
Marburg
Philippsthal (Werra)
Romrod
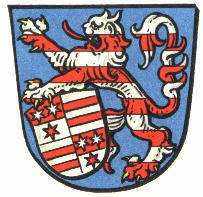
Schöllenbach
Sontra
Stadtallendorf
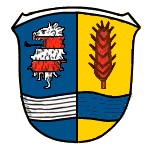
Hessenaue (Ortsteil von Trebur)
Viernheim
Wesertal (identisch mit Gieselwerder und Oberweser)
Wetter (Hessen)

### Bunter Löwe mit rotem Kopf in hessischen Ortswappen

Frankenberg[6]
Malsfeld
Neuental

### Hessischer Löwe im thüringischen Landkreis Schmalkalden
Der frühere Landkreis Herrschaft Schmalkalden gehörte bis 1944 zur preußischen Provinz Hessen-Nassau. 1945 wurde er nach Kriegsende als Kreis Schmalkalden dem Regierungsbezirk Erfurt zugeordnet und gehört daher heute zu Thüringen, als Teilgebiet des heutigen Landkreises Schmalkalden-Meiningen.

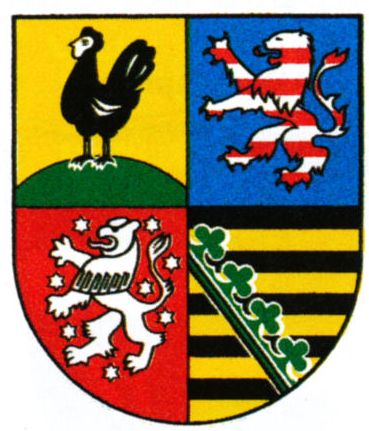
Kreis Schmalkalden (1990–1994)
Landkreis Schmalkalden-Meiningen
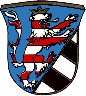
Barchfeld
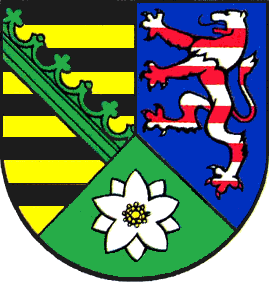
Breitungen
Schmalkalden

### Thüringer Löwe in thüringischen Landkreiswappen

Landkreis Sömmerda
Unstrut-Hainich-Kreis
Wartburgkreis

### Thüringer Löwe in thüringischen Ortswappen

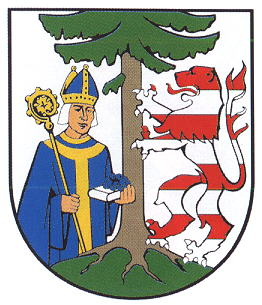
Bad Tennstedt
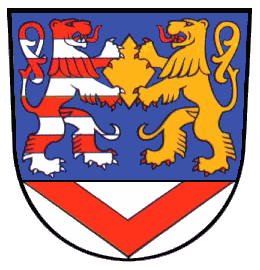
Steinthaleben

### Bunter Löwe mit silbernem Kopf in thüringischen Ortswappen

Bad Langensalza
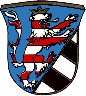
Barchfeld
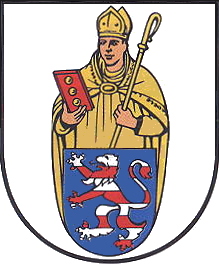
Buttelstedt
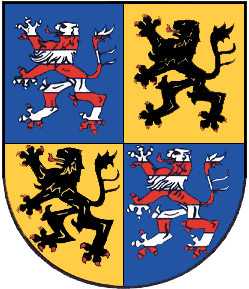
Hildburghausen
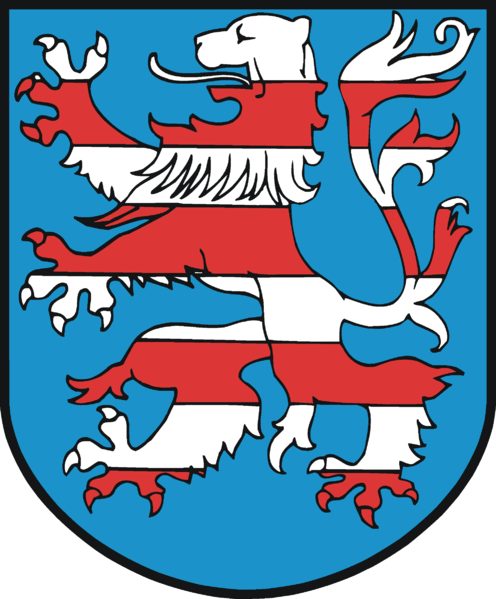
Kindelbrück
Oldisleben
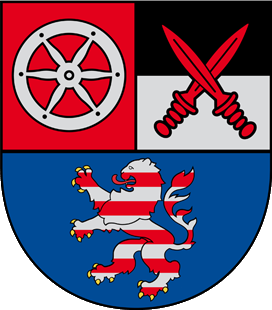
Treffurt
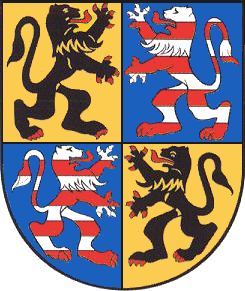
Ummerstadt

### Bunter Löwe außerhalb Hessens und Thüringens

Wappen der Ortsgemeinde Bogel, Rhein-Lahn-Kreis (Rheinland-Pfalz)
Wappen Coburger Land (Bayern)
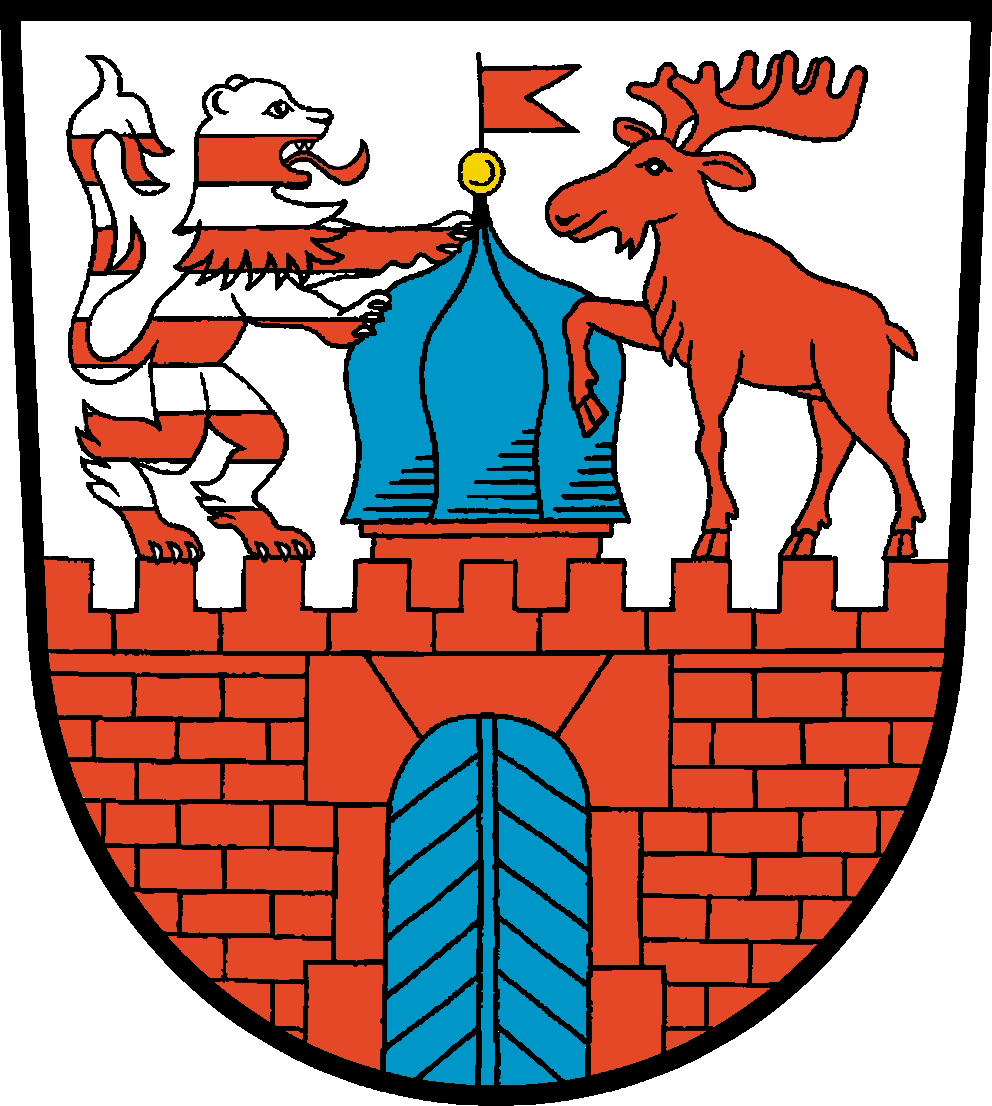
Wappen von Neustadt (Dosse), Landkreis Ostprignitz-Ruppin (Brandenburg)
Wappen der Verbandsgemeinde Bad Kreuznach (Rheinland-Pfalz)
Wappen der Ortsgemeinde Hainau, Rhein-Lahn-Kreis (Rheinland-Pfalz)
Wappen der Ortsgemeinde Holzhausen an der Haide, Rhein-Lahn-Kreis (Rheinland-Pfalz)
Wappen der Verbandsgemeinde Pirmasens-Land, Landkreis Südwestpfalz (Rheinland-Pfalz)
Wappen von Ludwigshöhe, Landkreis Mainz-Bingen (Rheinland-Pfalz)
Wappen der Ortsgemeinde Ludwigswinkel, Landkreis Südwestpfalz (Rheinland-Pfalz)
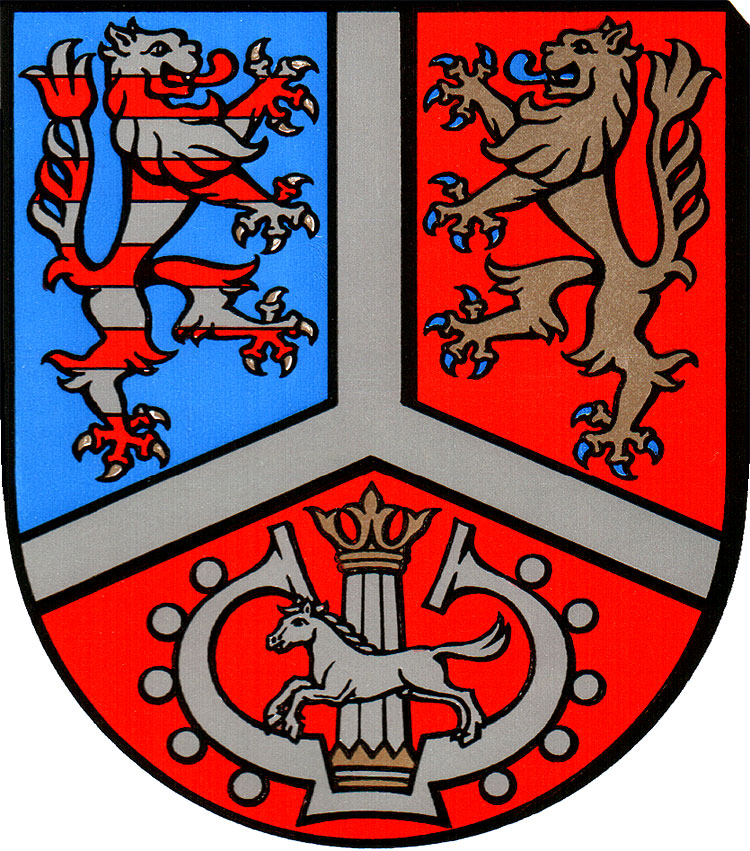
Wappen des 1885–1972 bestehenden Landkreises Münden (Niedersachsen)
Wappen der Ortsgemeinde Rettershain, Rhein-Lahn-Kreis (Rheinland-Pfalz)
Wappen der Ortsgemeinde Ruppertshofen, Rhein-Lahn-Kreis (Rheinland-Pfalz)
Wappen der Gemeinde Sattenhausen, Landkreis Göttingen (Niedersachsen)
Wappen der Ortsgemeinde Tiefenthal/Rheinhessen, Landkreis Bad Kreuznach (Rheinland-Pfalz)
Wappen der Ortsgemeinde Vinningen, Landkreis Südwestpfalz (Rheinland-Pfalz)

Wappen von Bornem (Belgien)
Wappen von Sint-Lievens-Houtem (Belgien)
Wappen von Wattrelos (Frankreich) sowie Sint-Amandsberg und Oostakker (Belgien)
Wappen von Zwalm (Belgien)
Wappen von Le Ham (Frankreich)
Wappen von Bonyhád (Bonnhard, Ungarn)
Persönliches Wappen von Bill Clinton[8]